# Deltote cidarioides
Deltote cidarioides is een vlinder uit de familie van de uilen (Noctuidae). De wetenschappelijke naam van deze soort is voor het eerst voorgesteld als Motama cidarioides door Frederic Moore in een publicatie uit 1882.
De soort komt voor in India (West-Bengalen).